# Wladimir Jakowlewitsch Sasubrin
Wladimir Jakowlewitsch Sasubrin (russisch Владимир Яковлевич Зазубрин; wirklicher Familienname Subzow; * 25. Maijul. / 6. Juni 1895greg. in Pensa; † 28. September 1937 in Moskau) war ein sowjetischer Schriftsteller. Er fiel den Stalinschen Säuberungen zum Opfer.

## Leben und Wirken
Wladimir Jakowlewitsch Sasubrin wuchs zusammen mit seiner Schwester Natalie auf. Vier weitere Geschwister verstarben sehr früh. Er wurde durch den revolutionären Charakter seines Vaters geprägt. Yakov Sasubrin, der ebenfalls Schriftsteller war und sich kritisch mit den Ereignissen der ersten russischen Revolution auseinandersetzte, wurde 1907 samt seiner Familie von Pensa nach Sysran unter strenger polizeilicher Überwachung vertrieben. Während seiner Studienzeit wurde Wladimir Jakowlewitsch Sasubrin Ende 1912 Organisator der illegalen Studentenzeitschrift „Echoes“. Ein Jahr später wurde er Sozialdemokrat und Führer der lokalen Bolschewiki. Das führte dazu, dass er 1915 vom weiteren Studium ausgeschlossen wurde.
Im August 1917 meldete sich Sasubrin in der Roten Armee an und ging auf eine Kadettenschule, blieb aber auch im Revolutionären Komitee der Schule. Nach den Ereignisse in Petrograd und der Oktoberrevolution ging Sasubrin wieder nach Sysran zurück, wurde aber wegen des Aufstands der Tschechen von der Roten Armee zurückgeholt, wo er sich den Partisanen anschloss. Am Ende seiner Militärzeit beginnt Sasubrins literarische Tätigkeit und er arbeitet in Kansk bei der Tageszeitung „Krasnaja Swesda“, die 1924 gegründet wurde. 1928 wurde er nach Moskau  eingeladen, um dort im Staatsverlag zu arbeiten und die Zeitschrift „Колхозник“ aufzubauen.
Bekannt wurde Sasubrin durch den Bürgerkriegsroman Zwei Welten (1921). Von 1923 bis 1928 war er Herausgeber der sowjetischen Literaturzeitschrift Sibirskije ogni („Sibirische Feuer“).
In den Jahren des Großen Terrors wurde er widerrechtlich festgenommen und am 28. September 1937 erschossen. Er wurde nach Stalins Tod posthum am 4. August 1956 rehabilitiert.
Sasubrin war verheiratet mit Varvara Prokopevna. Ihr einziger Sohn (Igor) kam 1942 im Großen Vaterländischen Krieg ums Leben.